# Benós
Benós (oficialmente en occitano: Benòs) es una población del municipio de Las Bordas que cuenta con 24 habitantes, situado en la comarca del Valle de Arán en el norte de la provincia de Lérida (España). 
Dentro del Valle de Arán forma parte del tercio de Irissa. Se encuentra a una altitud de 910 metros, está situado cerca de las poblaciones de Begós y Las Bordas, se accede por la carretera que da también acceso a la población de Begós.

## Monumentos y lugares de interés
- Iglesia de San Martín, en origen de estilo románico, y posteriormente gótico, de los siglos XII al XVIII.[2]